# Lilla Buskär
Lilla Buskär är en ö i Åland (Finland). Den ligger i Skärgårdshavet och i kommunen Brändö i landskapet Åland, i den sydvästra delen av landet. Ön ligger omkring 62 kilometer öster om Mariehamn och omkring 220 kilometer väster om Helsingfors.
Öns area är 21,3 hektar och dess största längd är 1,1 kilometer i sydöst-nordvästlig riktning. Ön höjer sig omkring 15 meter över havsytan.